# Lambrusco

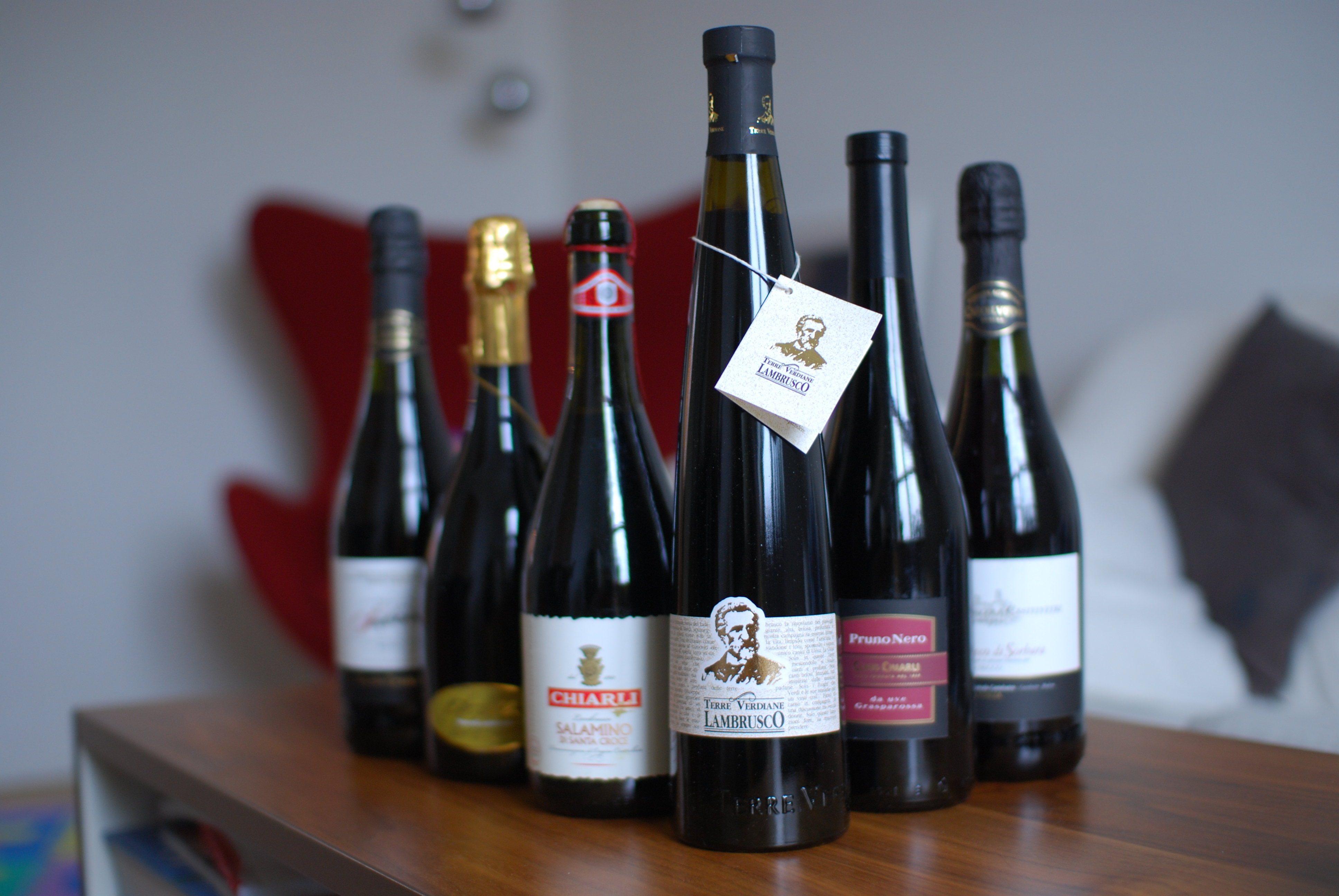
Lambrusco

Lambrusco ist ein Wein aus der italienischen Region Emilia-Romagna, der aus der Rebsorte gleichen Namens gekeltert wird. Es gibt viele Variationen dieser Sorte. Sie wird außerdem noch in der Lombardei angebaut. Auch in Argentinien wird Lambrusco in geringen Mengen angebaut, er heißt dort Lambrusco Measini oder Lambrusco Maestri.
Die Sorte ist sehr alt, sie wird unter der Bezeichnung Lambrusca bereits bei Schriftstellern der römischen Antike erwähnt.

## Lambrusco, der perlende Rotwein

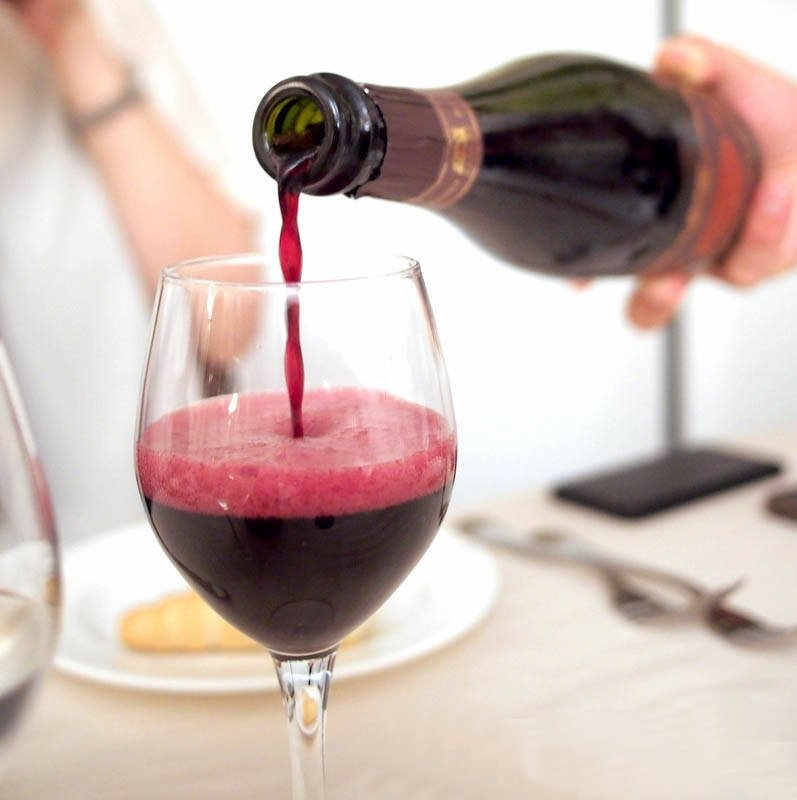
Lambrusco Grasparossa di Castelvetro

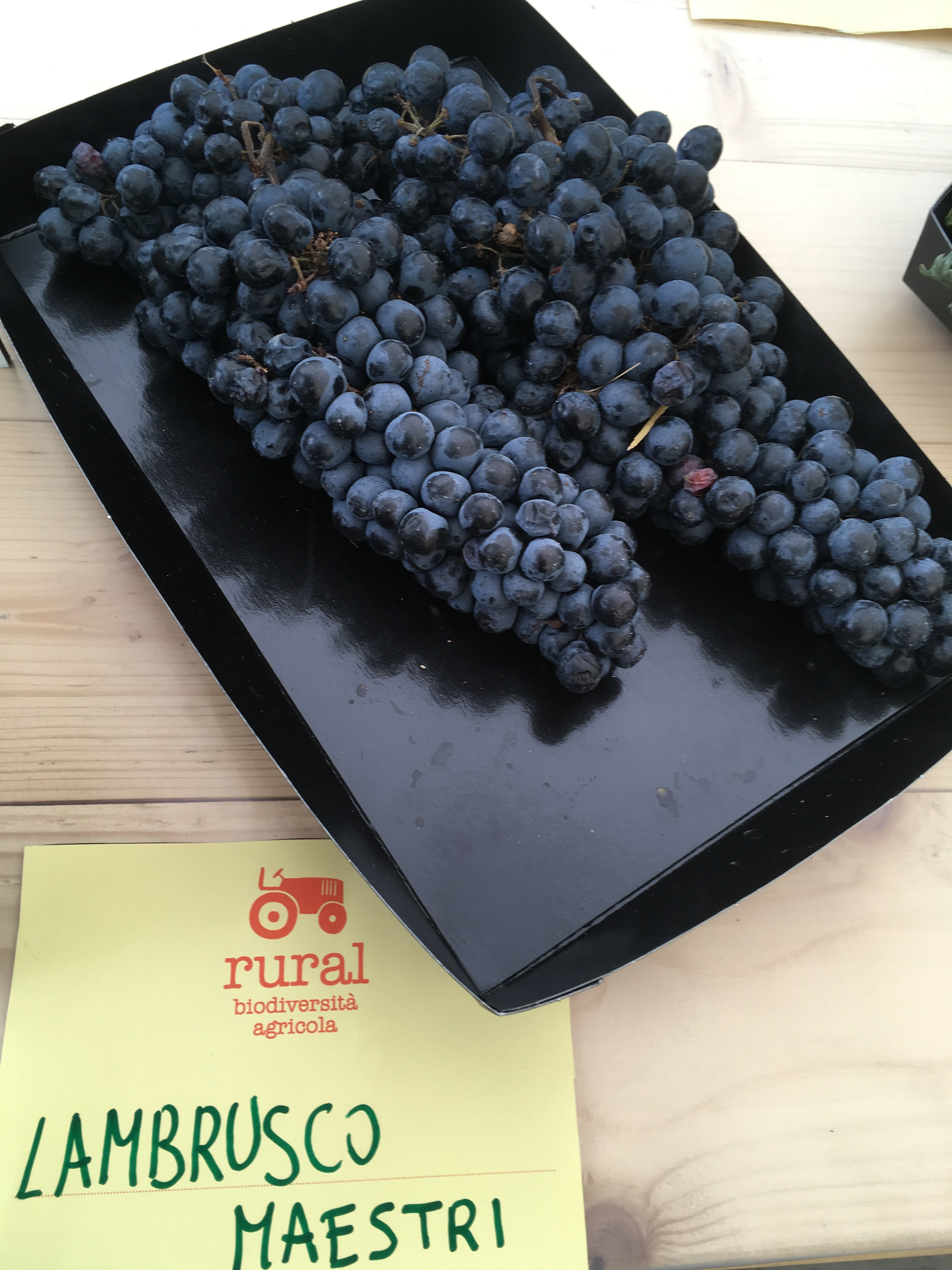
Lambrusco Maestri

Lambrusco ist ein perlender fruchtiger Rotwein, der überwiegend in der Gegend um Modena, Parma und Reggio nell’Emilia produziert wird. Die Weine werden sortenrein aus Lambrusco hergestellt oder haben einen geringen Anteil von Ancellotta-Trauben zur Kräftigung der Farbe. Die Weine werden sowohl trocken (bis zu 15 g/l Restzucker) als auch lieblich (ca. 40 bis 50 g/l Restzucker) ausgebaut und in großen Mengen exportiert. Ein Lambrusco sollte jung getrunken werden.
Es gibt vier DOC-Zonen, in denen der Wein hergestellt wird (Stand 2015):
- Lambrusco di Sorbara, Jahresproduktion ca. 102.000 hl, wird zum größten Teil aus der Rebvariante Lambrusco di Sorbara hergestellt. Er ist häufig trocken und hat einen hohen Säuregehalt. Das Gebiet liegt nördlich von Modena. Der Alkoholgehalt liegt bei 10,5–12 Vol.-%, die Gesamtsäure bei 7–9 g/l. Die empfohlene Trinktemperatur liegt bei 14–15 °C.
- Lambrusco Grasparossa di Castelvetro, Jahresproduktion ca. 112.000 hl, wird aus der Rebvariante Lambrusco Grasparossa hergestellt. Der Wein ist tanninreich und restsüß. Das Gebiet liegt südlich von Modena. Der Alkoholgehalt liegt bei 10,5–11 Vol.-%, die Gesamtsäure bei 7–8 g/l. Die empfohlene Trinktemperatur liegt bei 13–14 °C.
- Lambrusco Reggiano, Jahresproduktion ca. 156.000 hl. Westlich von Modena liegt das mengenmäßig bedeutendste Gebiet. Zum Einsatz kommen verschiedene Lambrusco-Varianten, am häufigsten die Sorte Lambrusco Salamino aber auch die Sorten Lambrusco Marani, Lambrusco Maestri und Lambrusco Montericco. Die Sorte Ancellotta sorgt für die dunkle Farbe der meisten Weine aus dem Reggiano. Einige der besten Hersteller deklassieren ihren Reggiano zu Frizzante Rosso, um ihre Ideen eines guten Lambruscos umzusetzen. Der Alkoholgehalt liegt bei 10–11,5 Vol.-%, die Gesamtsäure bei 7–9 g/l. Die empfohlene Trinktemperatur liegt bei 12–14 °C.
- Lambrusco Salamino di Santa Croce, Jahresproduktion ca. 183.000 hl. Die meisten Weine sind sehr süß und qualitativ eher schwach. Sie werden zu 90 % aus der Rebvariante Lambrusco Salamino hergestellt. Die wenigen trocken ausgebauten Lambruscos sind jedoch hervorragend.

Daneben gibt es in der Lombardei noch die Region Lambrusco Mantovano, die in der Gegend am Po südlich von Mantua liegt und in der 315 Weingüter 36.341 Hektoliter Lambrusco in DOC-Güte herstellen. In der Provinz Reggio Emilia wird ebenfalls ein Lambrusco dell’Emilia bzw. Lambrusco dal Picòl Ross angebaut. Dieser Lambrusco hat sogar ein gewisses Lagervermögen, sollte aber auch in den 18 Monaten nach Verkauf genossen werden.

## Herstellung von Lambrusco

### Herstellung von einfachem Lambrusco
Der Most wird komplett vergoren und zu einem trockenen Lambrusco-Stillwein gemacht. Dieser Wein wird bei normaler Kellertemperatur zwischengelagert. Sobald eine Charge Lambrusco benötigt wird, fördert man den Stillwein zusammen mit unvergorenem Mostkonzentrat und Reinzuchthefe in einen Druckbehälter und lässt dieses Gemisch bis zum gewünschten Restzuckergehalt bei 2,5 bar vergären. Die Gärung wird durch einen Kälteschock unterbrochen und der Wein abgefüllt.
- Vorteil: kostensparende Aufbewahrung des Grundweins
- Nachteil: durch das komplette Vergären des Grundweins geht die Frische sowie das Aroma des Lambruscos verloren.

### Herstellung von Qualitäts-Lambrusco
Der Most wird unmittelbar nach dem Pressen der Trauben auf Temperaturen um 0 °C gekühlt und bei dieser Temperatur gelagert. Sobald eine Charge Lambruscowein benötigt wird, lässt man die Temperatur des benötigten Mostes ansteigen und setzt ihm Reinzuchthefe zu. Sobald die benötigte Restsüße erreicht ist, wird die Gärung mittels Kälteschock unterbrochen und der Wein gefiltert sowie abgefüllt.
- Vorteil: die Fruchtfrische sowie das Aroma des Lambruscos bleiben erhalten
- Nachteil: das Lagern des Mostes bei 0 °C ist sehr teuer, die Investitionen in die Technik hoch.

Als Mittelweg versucht man das Mischen beider Techniken, um die Vorteile beider Methoden zu kombinieren.